# Nicky Degrendele
Nicky Degrendele (ur. 11 października 1996 w Knokke-Heist) – belgijska kolarka torowa i szosowa, dwukrotna medalistka torowych mistrzostw świata.

## Kariera
Pierwsze sukcesy w karierze osiągnęła w 2013 roku, kiedy na torowych mistrzostwach świata juniorów w Glasgow zdobyła srebro w sprincie. Ponadto na mistrzostwach Europy juniorów była druga w sprincie i keirinie oraz trzecia w sprincie drużynowym. Wśród seniorek pierwszy medal zdobyła w 2016 roku, zajmując drugie miejsce w keirinie podczas torowych mistrzostw Europy w Yvelines. Na rozgrywanych rok później mistrzostwach świata w Hongkongu zajęła w keirinie trzecie miejsce, przegrywając z Niemką Kristiną Vogel i Marthą Bayoną z Kolumbii. W tej samej konkurencji wywalczyła złoty medal podczas mistrzostw świata w Apeldoorn w 2018 roku.